# Ulila
Ulila – osiedle (alevik) w Estonii, w prowincji Tartu, w gminie Elva. W 2021 miało ono 313 mieszkańców.

## Historia
Pierwsze wzmianki o Ulila, wtedy nazywane Ulilla pochodzą z 1582 roku. Z biegiem lat nazwa wielokrotnie ulegała zmianie: Pullila Kuella (1627), Vl(l)ila, Vllyla (1638). Ulila należało do gminy Puhja przed reformą administracyjną samorządów lokalnych w 2017 roku..